# Amalosia
Amalosia Wells & Wellington, 1983 è un genere di gechi della famiglia Diplodactylidae, endemico dell'Australia.

## Tassonomia
Comprende quattro specie:
- Amalosia jacovae (Couper, Keim & Hoskin, 2007)
- Amalosia lesueurii (Duméril & Bibron, 1836)
- Amalosia obscura (King, 1985)
- Amalosia rhombifer (J.E. Gray, 1845)

Tutte le specie di questo genere sono state precedentemente incluse nel genere Oedura fino al 2012, quando analisi filogenetiche hanno portato alla segregazione di quattro specie in questo genere e alla creazione di due nuovi generi monotipici (Hesperoedura per Oedura reticulata e Nebulifera per Oedura robusta).

## Distribuzione e habitat
Tutte le specie sono originarie dell'Australia.